# 畢博諮詢公司
畢博諮詢公司（英語：BearingPoint Inc.），前身為畢馬威諮詢（KPMG Consulting），由畢博歐洲控股公司（英語：BearingPoint Europe Holdings B.V.）旗下所擁有的子公司，著名的管理與技術諮詢公司，創立於1997年，總部位於荷蘭阿姆斯特丹。

## 歷史
它創建於1997年，最早是毕马威会计师事务所之下的獨特事業體，提供諮詢服務。
在2009年宣布破產，被其他公司併購之前，畢博公司是世界上最大的管理與技術諮詢公司之一，曾名列全球兩百大公司，在超過60個國家擁有分公司。總部位於美國維吉尼亞州麥肯林市（McLean），成員最多時接近17,100名員工。
2001年2月8日，於納斯達克上市。2002年10月3日，轉至紐約證券交易所上市。
2009年2月18日，申請破產保護。同年由德勤收購其北美事業部門。

## 外部連結
- 官方网站